# باري روبسون
باري روبسون (بالإنجليزية: Barry Robson)‏ (7 نوفمبر 1978 المملكة المتحدة - ) هو لاعب كرة قدم بريطاني، يلعب كلاعب وسط.

## روابط خارجية
- باري روبسون على موقع الاتحاد الدولي (مؤرشف)  (الإنجليزية)
- باري روبسون على موقع الاتحاد الإسكتلندي (الإنجليزية)
- باري روبسون على موقع الدوري الأمريكي (الإنجليزية)
- باري روبسون على موقع قاعدة بيانات كرة القدم.إي يو (الإنجليزية)
- باري روبسون على موقع ناشيونال فوتبول تيمز (الإنجليزية)
- باري روبسون على موقع Soccerbase.com (لاعب) (الإنجليزية)
- باري روبسون على موقع Soccerway.com (الإنجليزية)
- باري روبسون على موقع عالم كرة القدم.نت (الإنجليزية)